# Ascodesmis porcina
Ascodesmis porcina är en svampart som beskrevs av Seaver 1916. Ascodesmis porcina ingår i släktet Ascodesmis och familjen Ascodesmidaceae.   Inga underarter finns listade i Catalogue of Life.